# Музей советской оккупации (Тбилиси)
Музей советской оккупации (груз. საბჭოთა ოკუპაციის მუზეუმი, sabch’ot’a okupats’iis muzeumi) — исторический музей, посвящённый периоду существования советской власти в Грузии (1921—1991), жертвам политических репрессий советского режима, повстанческим и национал-либеральным движениям Грузии. Учреждён 26 мая 2006 года. Музей является частью грузинского Национального музея.

## Реакции
Президент России Владимир Путин в ходе встречи с Михаилом Саакашвили в Санкт-Петербурге в июне 2006 года, также осудив существование музея, заявил президенту Грузии, что многие из ведущих советских лидеров, таких, как Иосиф Сталин и Лаврентий Берия, являлись грузинами. По словам источника, в ответ Саакашвили предложил России открыть музей грузинской оккупации в Москве. Позднее Саакашвили пояснил: «Это Музей советской оккупации, а не российской оккупации Грузии … Если кого-нибудь это задевает, то это их проблема, а не наша».
В марте 2007 года музей посетил президент Украины Виктор Ющенко, который предложил открыть аналогичный музей на Украине, хотя Музей советской оккупации уже существовал в Киеве с 2001 года.